# Voortrekker Monument
Voortrekker Monument (afr. Voortrekkermonument) — pomnik voortrekkera w Pretorii w Południowej Afryce wybudowany z inicjatywy grupy Afrykanerów, przy finansowym wsparciu rządu Związku Południowej Afryki w latach 1937-1949.
Monument upamiętnia tysiące voortrekkerów biorących udział w Wielkim Treku. Zgodnie z zamysłem architekta pomnik ten ma przez tysiąc lat przypominać historię i znaczenie Wielkiego Trekku dla potomnych.
Vootrekker Monument jest widoczny niemalże z każdego miejsca w Pretorii, gdyż usytuowany jest na wzgórzu położonym na granicy miasta.

## Opis pomnika
Pomnik jest gigantycznym sześcianem o długości każdego boku 40 metrów, do którego budowy zużyto miejscowy granit. Architektura monumentu mocno nawiązuje do pomników niemieckich, w szczególności do Pomnika Bitwy Narodów w Lipsku. Centralnym punktem monumentu są umieszczone na fryzie budynku tzw. Płaskorzeźby Przeszłości oraz marmurowy sarkofag - Cenotaf.
Główne wejście do budynku prowadzi do Sali Bohaterów. Ogromna przestrzeń wnętrza zamykają ściany, na każdej z nich znajdują się gigantyczne okna zakończone ostrołukowo, pokryte żółtym belgijskim szkłem. Poniżej okien znajdują się marmurowe płaskorzeźby będące największym tego typu dziełem na świecie. Składają się z 27 sekcji obrazujących historię Wielkiego Treku, od opuszczenia przez Burów Kolonii Przylądkowej w 1835 roku aż do podpisania Konwencji rzeki Sand w 1852 roku. Środek Sali Bohaterów wyznacza kolista balustrada, z której widać znajdujący się piętro niżej Cenotaf.
Cenotaf - pusty bezimienny grób voortrekkera znajduje się w dolnej partii Monumentu stanowiąc centralny punkt Sali Cenotafu. Na marmurowym sarkofagu umieszczono napis w afrikaans: ONS VIR JOU SUID-AFRIKA (w tłum. My, dla Ciebie, Południowa Afryko). Każdego roku, 16 grudnia o godzinie 12.00 w rocznicę Bitwy nad Blood River, poprzez otwór w dachu, promienie słońca padają na Cenotaf. Promienie słońca symbolizują błogosławieństwa Boga dla życia i wysiłków voortrekkerów. Wokół Cenotafu znajdują się flagi wszystkich republik burskich, arrasy przedstawiające sceny z Wielkiego Treku oraz inne ważne pamiątki. Przy ścianie północnej płonie wieczny ogień pamięci, nieprzerwanie od 1938 roku. Łączy się on z symbolicznym afrykanerskim Trekiem z 1838 roku, kiedy to wozy zaprzągnięte w woły pokonały dystans 1312 km pomiędzy Kapsztadem a Pretorią. Uwieńczeniem tego Treku było wmurowanie kamienia węgielnego na wzgórzu pod budowę Voortrekker Monument.
U wejścia do monumentu stoi wykonana z brązu rzeźba autorstwa Antona van Wouw'a przedstawiającą voortrekkerkę i jej dwoje dzieci. Posąg hołduje siłę oraz odwagę burskich kobiet. Po obu stronach rzeźby znajdują się płaskorzeźby czterech connochaetes, które symbolizują niebezpieczeństwa Afryki; postać kobiety zaś uosabia zachodnią, chrześcijańską cywilizację na Czarnym Lądzie jako ostatecznego zwycięzcę.
Na każdym zewnętrznym rogu Monumentu znajduje się posąg reprezentująco odpowiednio: Pieta Retiefa, Andriesa Pretoriusa, Hendrika Potgietera oraz Nieznanego Lidera - reprezentanta wszystkich pozostałych przywódców voortrekkerów. Każdy posąg waży około sześć ton.
Na wschodnim rogu Monumentu, na tym samym poziomie co wejście, znajduje się akt fundacyjny pomnika.
Pomnik otacza, wykonany z dekoracyjnego granitu lagger - rząd 64 wozów zaprzężonych w woły, symbolizujący 64 wozów z Bitwy nad Blood River.

## Kompleks wokół monumentu
W kolejnych dekadach bo ukończeniu Voortrekker Monument, kompleks wokół pomnika powiększał się wiele razy i obecnie (2011) obejmuje:
- Pierwotny ogród otaczający monument
- Fort Schanskop - pobliski fort wybudowany w 1897 roku przez rząd Republiki Południowwoafykańskiej po Rajdzie Jamesona, obecnie pełniący funkcję muzeum
- Schanskop amfiteatr pod gołym niebem z siedzeniami dla 357 osób oficjalnie otwarty 30 stycznia 2001 roku
- Ogród Pamięci
- Rezerwat przyrody utworzony w 1992 roku obejmujący 3,41 km² obszaru dookoła Monumentu. Na terenie rezerwatu żyje: zebra, blesbok, ridbok górski, springbok oraz impala.